# Радулин
Раду́лин — село в Україні, в Дубрівській сільській територіальній громаді Звягельського району Житомирської області. У минулому — центр Радулинської сільської ради. Населення становить 479 осіб.

## Історія
Село засноване на початку XVIII ст.
У 1906 році село Смолдирівської волості Новоград-Волинського повіту Волинської губернії. Відстань від повітового міста 22 версти, від волості 7. Дворів 178, мешканців 996.
У січні 1918 року встановлено радянську владу.
У роки Другої світової війни 198 жителів села брали участь у боротьбі з фашистами, з них 120 загинуло, 14 осіб були учасниками партизанського руху. За проявлений у боях героїзм 105 жителів села нагороджено бойовими орденами й медалями.

## Населення

### Мова
Розподіл населення за рідною мовою за даними :
| Мова       | Кількість | Відсоток |
| ---------- | --------- | -------- |
| українська | 478       | 99.79%   |
| російська  | 1         | 0.21%    |
| Усього     | 479       | 100%     |

## Культура
Музей культури і побуту України та Еко-парк «Радулин», де можна побачити плямистих оленів, європейських ланей і косуль, а також безліч екзотичних птахів.
Понад 10 років український письменник Хомич Микола Харитонович органовує святкування Івана Купала в селі Радулин. У форматі свята Івана Купала сільські дітлахи пишуть твори й есе на різні теми. Як правило, це тематика про рідне село, про сім'ю. Це своєрідний моніторинг — про що думають діти, чим живуть.